# Calendário revolucionário francês

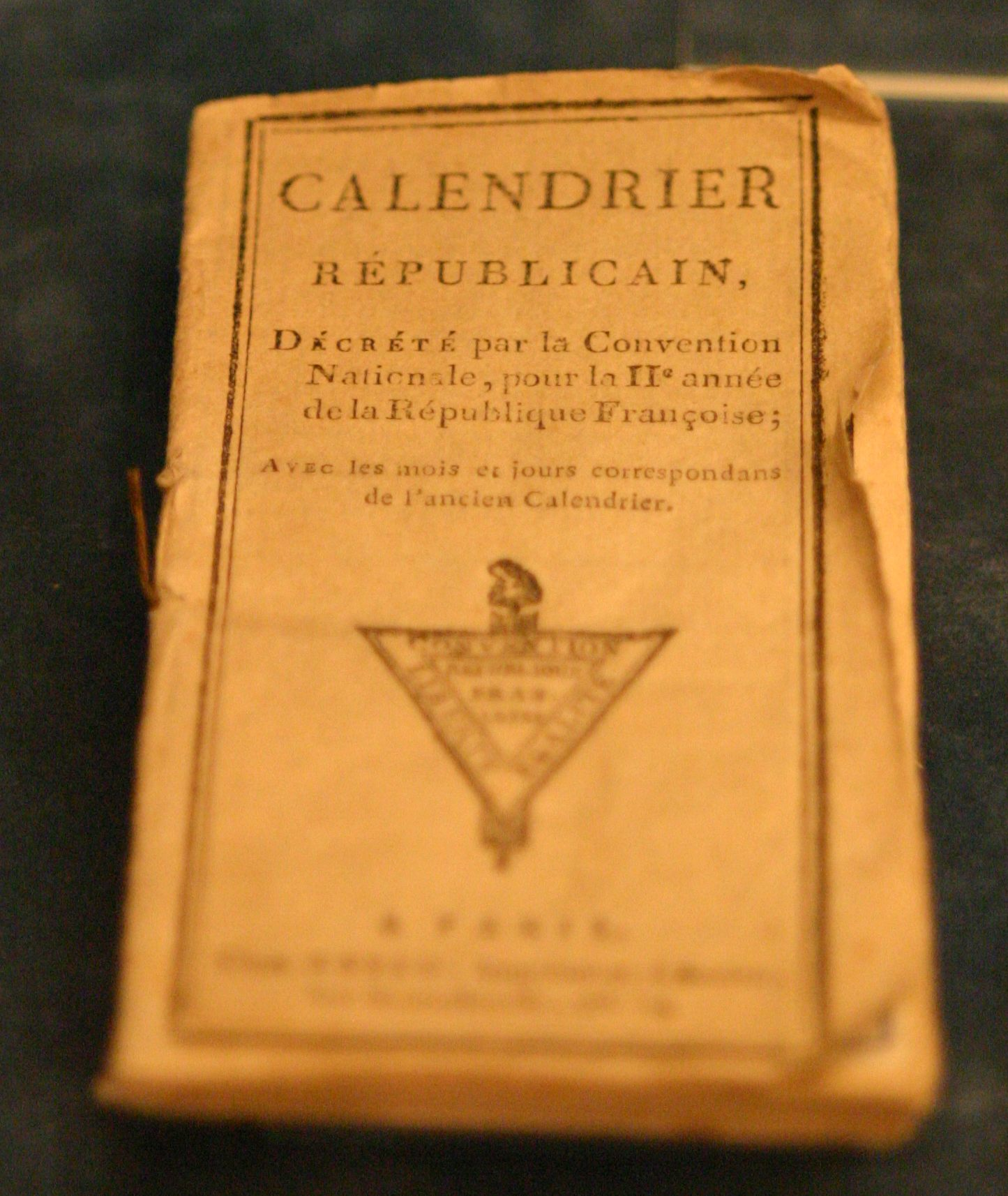
Calendário republicano francês no Museu de História de Lausana

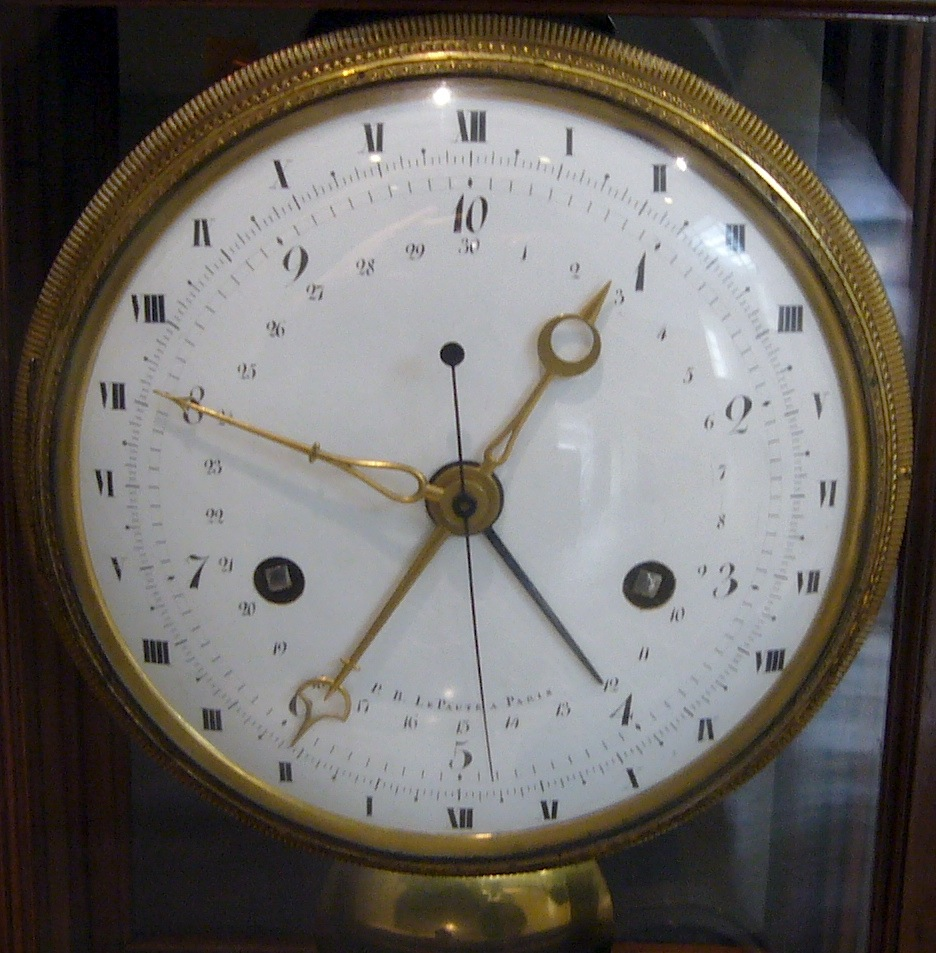
Ponteiros do relógio republicano

O calendário revolucionário francês ou calendário republicano (em francês:  calendrier républicain français) foi criado pela Convenção Nacional em 1792, durante o período revolucionário para simbolizar a quebra com a ordem antiga e o início de uma nova era na história da França e do renascimento. O calendário tinha características marcadamente anticlericais e baseava-se no ciclo da natureza. 
Era de base solar, composto de doze meses de 30 dias  (três semanas de dez dias, denominadas décadas) totalizando 360 dias. Os dias de cada década eram chamados primidi, duodi, trididi, quartidi, quintidi, sextidi, septidi, octidi, nonidi e decadi. Para completar o número de dias do ano, eram acrescentados cinco dias (ou seis, nos anos bissextos) no fim do ano, de modo que este ficasse alinhado ao ano trópico (aproximadamente 365, 25 dias). O sexto dia complementar, acrescentado a cada quadriênio, era consagrado à celebração da república. 
O ano começava no equinócio de outono (22 de setembro, no hemisfério norte), data da proclamação da República francesa, e os nomes dos meses eram alusivos às condições climáticas da época e à correspondente fase do ciclo agrícola, na França.
O dia era dividido em dez horas, que se subdividiam em cem partes (como minutos), as quais se subdividiam em mais cem (como segundos). Essa subdivisão mínima equivalia a 0,864 segundos. Dessa forma, a conversão de, por exemplo, 14 horas 31 minutos 51 segundos, para o calendário revolucionário,  resultaria em 6 horas 5 minutos e 45 segundos. Cada hora do calendário revolucionário equivalia a 2 horas e 24 minutos convencionais. A divisão do dia em base decimal jamais foi usada na prática, tendo sido abolida oficialmente em 1795. 
Cada mês do ano tinha uma designação única e que só se repetiria no ano seguinte mas, em vez dos nomes de santos do calendário gregoriano, os meses do calendário republicano tinham nomes de flores, frutas, animais, instrumentos agrícolas, pedras etc. 
Os nomes dos dias e dos meses foram concebidos pelo poeta Fabre d'Églantine com auxílio do jardineiro do Jardim das Plantas de Paris. Os criadores pretendiam que essas denominações fossem universais, embora fossem inteiramente referenciados pelas condições francesas.
O primeiro mês chamava-se vendemiário (em referência à vindima, a colheita de uvas). Seguiam-se o brumário (nome alusivo à bruma ou nevoeiro da época), o frimário (mês das geadas ou frimas em francês), o nivoso (por alusão à neve), o pluvioso (mês da chuva, em francês, pluie), o ventoso, o germinal (relativo à germinação das sementes), o floreal (mês das flores), o prairial (em referência a prairie, 'pradaria'), o messidor (nome originário do latim messis, 'colheita'), o termidor (referente ao calor) e o frutidor (alusivo aos frutos). Como cada mês tinha trinta dias, sobravam cinco dias no final do ano (de 17 a 21 de setembro) ou seis dias, nos anos bissextos: eram os dias dos sans-culottes, considerados feriados nacionais:
- 1.º dia complementar (primidi), chamado "dia da virtude"
- 2.º dia complementar (duodi), chamado "dia do engenho"
- 3.º dia complementar (tridi), chamado "dia do trabalho"
- 4.º dia complementar (quartidi), chamado "dia da opinião"'
- 5.º dia complementar (quintidi), chamado "dia das recompensas"
- 6.º dia complementar (sextidi), chamado "dia da Revolução" (somente nos anos bissextos: anos III, VII e XI)

## Os meses[4]
- No outono (terminação -ário):
  - Vendemiário (vendémiaire): 22 de setembro a 21 de outubro
  - Brumário (brumaire): 22 de outubro a 20 de novembro
  - Frimário (frimaire): 21 de novembro a 20 de dezembro
- No inverno (terminação -oso):
  - Nivoso (nivôse): 21 de dezembro a 19 de janeiro
  - Pluvioso (pluviôse): 20 de janeiro a 18 de fevereiro
  - Ventoso (ventôse): 19 de fevereiro a 20 de março
- Na primavera (terminação -al): 
  - Germinal (germinal): 21 de março a 19 de abril
  - Floreal (floréal): 20 de abril a 19 de maio
  - Prairial (prairial): 20 de maio a 18 de junho
- No verão (terminação -idor): 
  - Messidor (messidor): 19 de junho a 18 de julho
  - Termidor (thermidor): 19 de julho a 17 de agosto
  - Frutidor (fructidor) : 18 de agosto a 16 de setembro.

A data da revolução, o 14 de julho, era, segundo esse calendário, o 26 Messidor, dia denominado "Sauge" (em português sálvia).
O calendário foi estabelecido em 24 de outubro de 1793 e vigorou até 31 de dezembro de 1805, até Napoleão Bonaparte ordenou o restabelecimento do calendário gregoriano em 1 de janeiro de 1806. Mais tarde foi revivido durante 18 dias pela Comuna de Paris. 
Foi base para o Culto Decadário, religião civil do período do Diretório.